# Henry Du Bois
Henry Du Bois, född 1863, död 1918, var en nederländsk fysiker.
Du Bois blev extraordinarie professor i tillämpad fysik i Berlin 1896. Du Bois var 1902-05 ordinarie professor i teoretisk och tillämpad fysik i Utrecht, varpå han återvände till Berlin och där inrättade ett privatlaboratorium. Du Bois undersökningar gällde elektromagnetismen. Han konstruerade en ny typ elektromagneter, ring- eller halvringmagneter, och utvecklade i Magnetische Kreise, deren Theorie und Anwendung (1894) en allmän teori för toroider.